# Моховое (Калининградская область)
Мохово́е (нем. Wiskiauten — «святилище черепов») — посёлок в Зеленоградском муниципальном районе Калининградской области Российской Федерации. Входит в состав Ковровского сельского поселения.
Посёлок расположен менее чем в 4-х километрах от Балтийского моря и города Зеленоградска.
В посёлке Моховое находится инспекция Гостехнадзора по Зеленоградскому району, Светлогорскому муниципальному району, городским округам Янтарный и Пионерский Калининградской области.
Неподалёку от Мохового находится городище Ка́уп, на котором с 2006 года проводятся международные фестивали «Кауп».

## Население
| 2002 | 2010 |
| ---- | ---- |
| 312  | ↗326 |

## История
На территории прусского Каупа было открыто неолитическое поселение.
Ка́уп — город на севере Самбии, торгово-ремесленный центр древних пруссов. Основан около 800 года. Около Каупа, вероятно, являвшегося отправным пунктом Янтарного пути, вместе с прусскими были обнаружены богатые скандинавские захоронения. В переводе с языка древних скандинавов это значит «торжище». Имя «Кауп» принадлежало поселению разноплеменных воинов, ремесленников и торговцев, возникшему здесь в начале IX века и погибшему в 1016 году в результате нападения воинства датского конунга Канута Великого.
В настоящее время, существование колоний выходцев из Готланда на восточном побережье Балтики подвергнуто сомнению современными скандинавскими учёными (Carlson 1983; Nhunmark-Nyl 1991; Jansson 1991). Судя по женским погребениям IX—X веков в Вискяутене, содержащим как скандинавские, так и местные вещи, здесь проживало достаточно большое количество выходцев из Средней Швеции и Дании.
Комплексный памятник археологии Кауп был открыт Балтийской археологической экспедицией в 1979 году.